# Integració per canvi de variable
En càlcul, la regla de substitució o la integració per canvi de variable és una eina per a trobar primitives i integrals. La regla de substitució és la contrapartida de la regla de la cadena per a calcular derivades.
Suposeu que {\displaystyle f(x)} és una funció integrable, i {\displaystyle g(t)} és una funció contínuament derivable que està definida a l'interval {\displaystyle [a,b]} i que el seu recorregut està contingut al domini de {\displaystyle f}.
Suposeu que la derivada {\displaystyle g'(t)} és integrable a {\displaystyle [a,b]} i
{\displaystyle g'(t)\neq 0\;\forall t\in [a,b]}
Llavors
{\displaystyle \int _{a}^{b}f(g(t))g'(t)\,dt=\int _{g(a)}^{g(b)}f(x)\,dx.}
La fórmula és més fàcil de recordar emprant la notació de Leibniz: la substitució {\displaystyle x=g(t)} porta a {\displaystyle dx/dt=g'(t)} i, per tant, formalment es pot escriure {\displaystyle dx=g'(t)\,dt}, que és precisament el que s'ha de substituir en el lloc de {\displaystyle dx}. (De fet, es pot veure la regla de substitució com una de les principals justificacions per emprar la notació de Leibniz en les integrals i les derivades.)
La fórmula es fa servir per a transformar una integral en un altre que és més fàcil de calcular. Així, la fórmula es pot fer servir de dreta a esquerra o d'esquerra a dreta amb la finalitat de simplificar la integral donada.

## Demostració de la regla de substitució
La demostració es fa per a integrals definides. Sia F una primitiva de f així {\displaystyle F{\mbox{ }}'(x)=f(x).} Pel teorema fonamental del càlcul,
{\displaystyle \int _{c}^{d}f(u)du=F(d)-F(c).}
Tot seguit es defineix una funció {\displaystyle G} per la regla
{\displaystyle G(x)=F(u(x))\,,}
on u satisfà les mateixes hipòtesis que abans φ i 
{\displaystyle u(a)=c}, {\displaystyle u(b)=d}.

Llavors, per la regla de la cadena G és derivable i la seva derivada és
{\displaystyle G'(x)=F'(u(x))u'(x)=f(u(x))u'(x)\,.}
Integrant els dos cantons respecte de x i emprant el teorema fonamental del càlcul s'obté
{\displaystyle \int _{a}^{b}f(u(x))u'(x)dx=\int _{a}^{b}G'(x)dx=G(b)-G(a).}
Però per la definició de F això és igual a
{\displaystyle G(b)-G(a)=F(u(b))-F(u(a))=F(d)-F(c)=\int _{c}^{d}f(u)du.}
D'aquí
{\displaystyle \int _{a}^{b}f(u(x))u'(x)dx=\int _{c}^{d}f(u)du.}
Que és la regla de substitució per a integrals definides.

## Exemples
Calcular la integral
{\displaystyle \int _{0}^{2}x\cos(x^{2}+1)\,dx}
Emprant la substitució u = x² + 1, s'obté du = 2x dx i
| {\displaystyle \int _{0}^{2}x\cos(x^{2}+1)\,dx} | {\displaystyle ={\frac {1}{2}}\int _{0}^{2}\cos(x^{2}+1)2x\,dx} |
|                                                 | {\displaystyle ={\frac {1}{2}}\int _{1}^{5}\cos(u)\,du}         |
|                                                 | {\displaystyle ={\frac {1}{2}}(\sin(5)-\sin(1)).}               |
Aquí s'ha fet servir la regla de substitució de dreta a esquerra. Fixeu-vos com el límit inferior x = 0 s'ha transformat u = 0² + 1 = 1 i el límit superior x = 2 s'ha transformat en u = 2² + 1 = 5.
Per la integral
{\displaystyle \int _{0}^{1}{\sqrt {1-x^{2}}}\;dx}
La fórmula s'ha de fer servir d'esquerra a dreta:
La substitució x = sin(u), dx = cos(u) du és útil, perquè √(1-sin²(u)) = cos(u):
{\displaystyle \int _{0}^{1}{\sqrt {1-x^{2}}}\;dx=\int _{0}^{\frac {\pi }{2}}{\sqrt {1-\sin ^{2}(u)}}\cos(u)\;du=\int _{0}^{\frac {\pi }{2}}\cos ^{2}(u)\;du}
La integral que en resulta es pot calcular emprant la integració per parts o la fórmula de l'angle doble seguida per una o més substitucions.

## Primitives
La regla de substitució es pot fer servir per a trobar primitives. Se selecciona una relació entre x i u, es determina la corresponent relació entre dx i du a base de derivar i realitzar les substitucions. Llavors es troba una primitiva de la funció substituïda i es desfà la substitució original entre x i u.
De forma similar al primer exemple, ara es pot trobar la següent primitiva amb aquest mètode:
{\displaystyle \int u\cos(u^{2}+1)\,du={\frac {1}{2}}\int \cos(u^{2}+1)2u\,du}
{\displaystyle \qquad ={\frac {1}{2}}\int \cos(x)\,dx={\frac {1}{2}}\sin(x)+C={\frac {1}{2}}\sin(u^{2}+1)+C}
On C és una constant d'integració arbitrària.
Fixeu-vos que no hi ha límits integrals que transformar, però a l'últim pas s'ha hagut de revertir la substitució original x = u² + 1.

## Regla de substitució per a múltiples variables
També es pot fer servir la regla de substitució quan s'integren funcions de diverses variables.
Aquí la funció substitució (v1…,vn) = φ(u1…,un) ha de ser injectiva i contínuament derivable, i els diferencials es transformen com
{\displaystyle dv_{1}\cdots dv_{n}=|\det(\operatorname {D} \phi )(u_{1},\ldots ,u_{n})|\,du_{1}\cdots du_{n}}
on det(Dφ)(u1…,un) indica el determinant de la matriu Jacobiana que conté les derivades parcials de φ. Aquesta fórmula expressa el fet que el valor absolut del determinant dels vectors donats és igual al volum del paral·lelepípede abastat.
De forma més precisa, la fórmula de canvi de variable s'estableix amb el següent teorema:
Teorema. Siguin U, V conjunts oberts de Rn i φ : U → V una funció Injectiva derivable amb derivades parcials contínues, i els jacobià de les quals és no nul per a tot x de U. Llavors per a qualsevol funció real f contínua amb suport compacte, amb suport connex en φ(U),
{\displaystyle \int _{\phi (U)}f(\mathbf {v} )d\mathbf {v} =\int _{U}f(\phi (\mathbf {u} ))\left|\det(\operatorname {D} \phi )(\mathbf {u} )\right|d\mathbf {u} .}

## Aplicació en probabilitat
La regla de substitució es pot emprar per a respondre la següent qüestió que té importància en probabilitat: donada una variable aleatòria {\displaystyle X} amb densitat de probabilitat {\displaystyle p_{x}} i una altra variable aleatòria {\displaystyle Y} relacionada amb {\displaystyle X} per l'equació {\displaystyle y=\Phi (x)}, quina és la densitat de probabilitat per a {\displaystyle Y}?
És més fàcil de respondre aquesta qüestió responent primer la següent qüestió lleugerament diferent: quina és la probabilitat que {\displaystyle Y} prengui un valor en algun subconjunt particular {\displaystyle S}? Aquesta probabilitat s'escriu {\displaystyle P(Y\in S)}. Per descomptat, si {\displaystyle Y} té densitat de probabilitat {\displaystyle p_{y}} llavors la resposta és
{\displaystyle P(Y\in S)=\int _{S}p_{y}(y)~dy},
Però això no és realment útil perquè no es coneix {\displaystyle p_{y}}; això és el que s'està intentant de trobar en aquest primer pas. Es pot avançar considerant el problema en la variable {\displaystyle X}. {\displaystyle Y} pren un valor en {\displaystyle S} sempre que {\displaystyle X} pren un valor en {\displaystyle \Phi ^{-1}(S)}, així
{\displaystyle P(Y\in S)=\int _{\Phi ^{-1}(S)}p_{x}(x)~dx}.
Canviant de la variable x a y dona
{\displaystyle P(Y\in S)=\int _{\Phi ^{-1}(S)}p_{x}(x)~dx=\int _{S}p_{x}(\Phi ^{-1}(y))~|{\frac {d\Phi ^{-1}}{dy}}|~dy.}
Combinant aquestes dues equacions s'obté
{\displaystyle \int _{S}p_{y}(y)~dy=\int _{S}p_{x}(\Phi ^{-1}(y))~|{\frac {d\Phi ^{-1}}{dy}}|~dy}
així
{\displaystyle p_{y}(y)=p_{x}(\Phi ^{-1}(y))~|{\frac {d\Phi ^{-1}}{dy}}|.}
En el cas on {\displaystyle X} and {\displaystyle Y} depèn de diverses variables independents, és a dir. {\displaystyle p_{x}=p_{x}(x_{1}\ldots x_{n})}, i {\displaystyle y=\Phi (x)}, {\displaystyle p_{y}} es pot trobar emprant la regla de substitució en diverses variables que s'ha discutit abans. El resultat és
{\displaystyle p_{y}(y)=p_{x}(\Phi ^{-1}(y))~|\det \left[D\Phi ^{-1}(y)\right]|.}